# Bois de Pouez
La forêt de Pouez ou bois de Pouez ou bois de Pouez et Ferchaud se trouve sur les territoires des communes de Crevin, Chanteloup, Orgères et Laillé au sud du département d'Ille-et-Vilaine en France. 
Elle s'étend sur 313 hectares. 

## Géographie
Le ruisseau de l'Oiselière longe et traverse la forêt au niveau du bois de Ferchaud près de Crévin. Un autre ruisseau, l'Hodeillé, longe ce même bois de Ferchaud où se trouvent les restes de fortifications antiques. Un chemin de randonnée de 10,3 km traverse la forêt.

## Histoire
Durant la Révolution Française, des chouans s'y seraient réfugiés.
La forêt de Pouez a subi un très important incendie en septembre 1959. Le feu se déclara le jeudi soir le 3 septembre. Les pompiers pensaient l'avoir éteint, mais il reprit le lendemain matin. L'incendie fut définitivement circonscrit le dimanche. Le journal Ouest-France du 5 septembre 1959 rend compte de l'incendie et de l'intervention des pompiers de toute la région.
D'autres incendies ont eu lieu dont celui d'avril 1929 qui détruisit deux hectares et celui du 2 avril 1937 qui détruisit 25 hectares. On peut en lire le compte rendu dans le journal L'Ouest-Éclair du 3 avril 1937.

## Galerie d'images
Les photos suivantes ont été prises d'avion au début des années 1980.

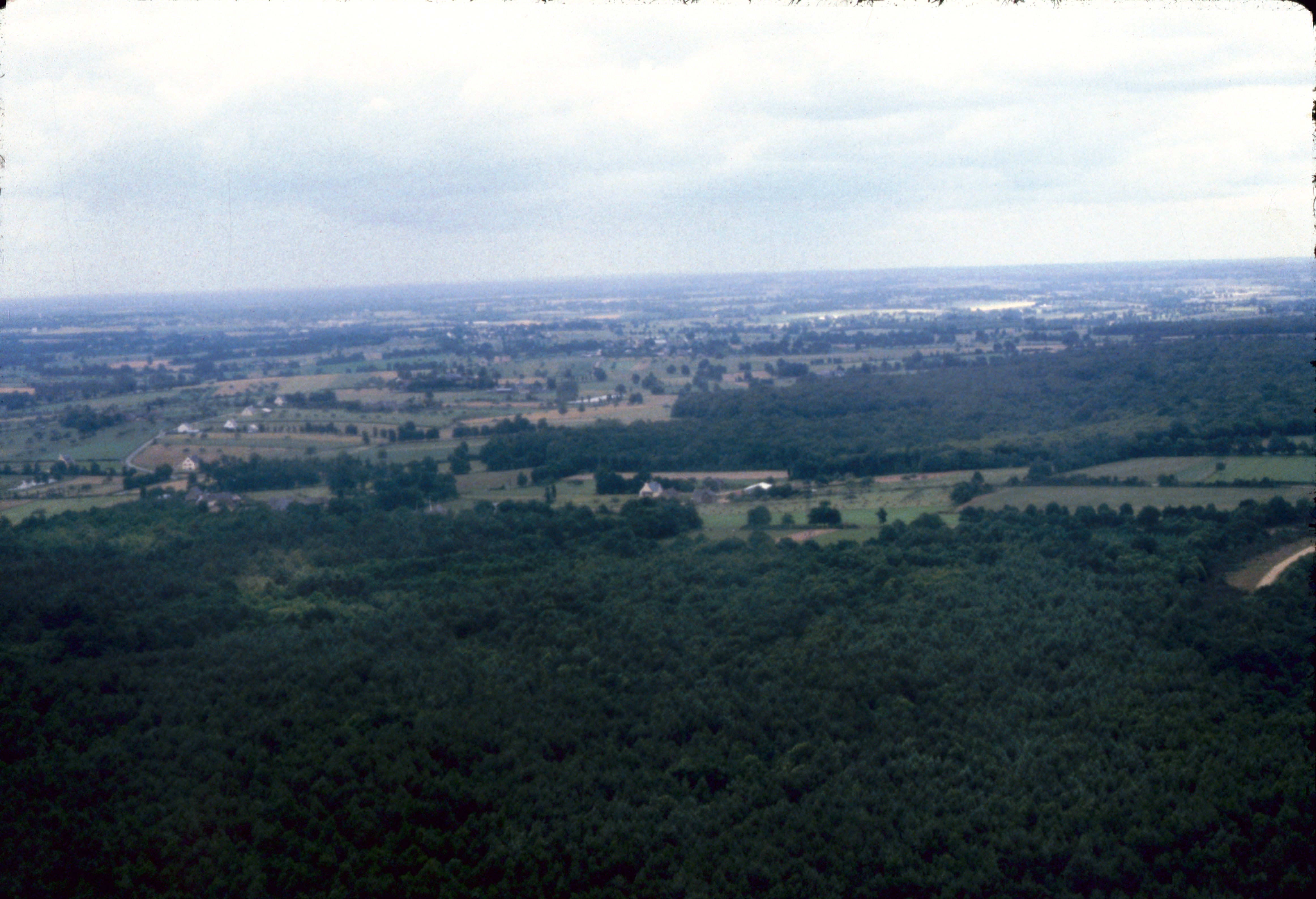
Près de Crevin le bois de Pouez.
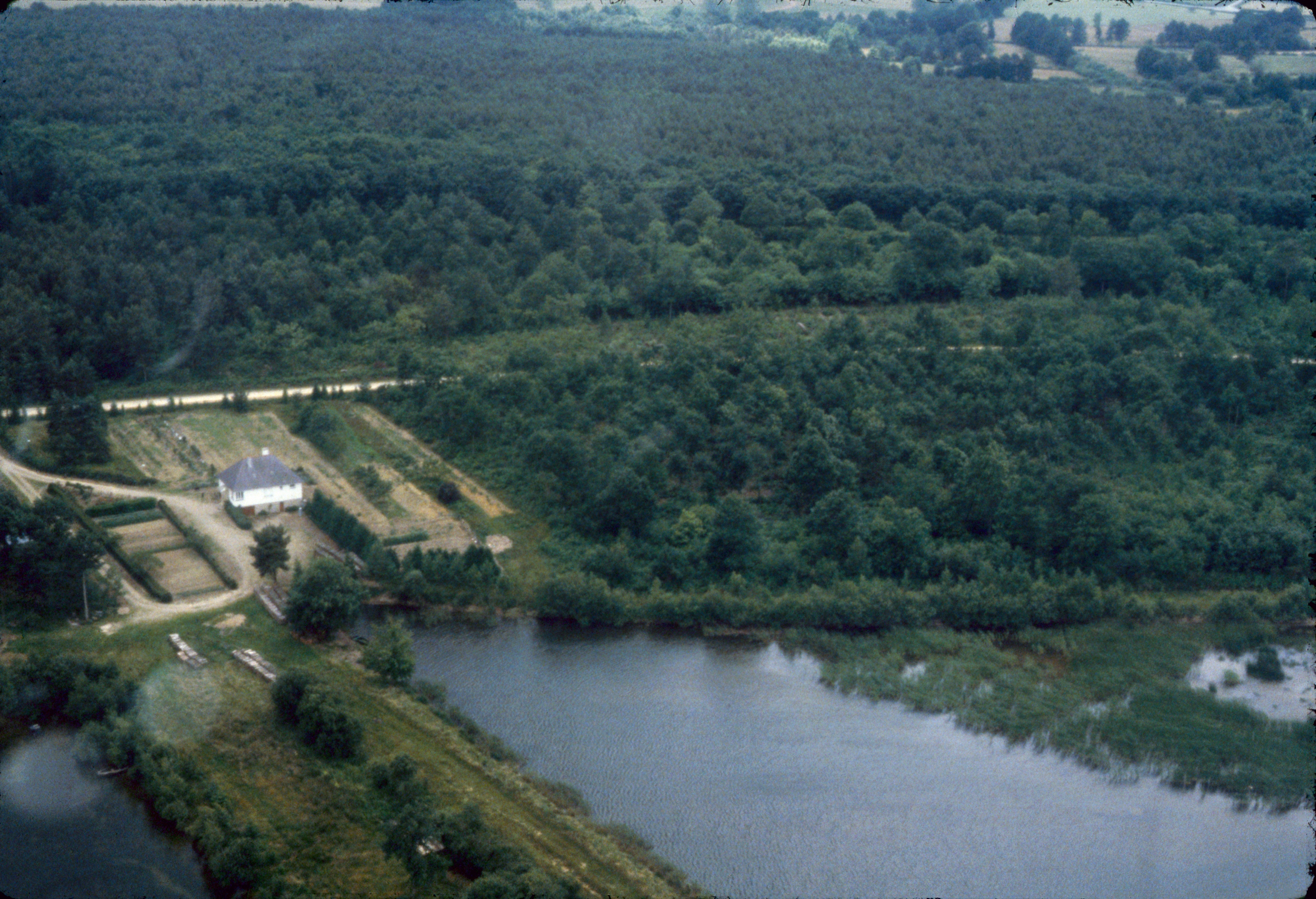
Étangs près du hameau de Pouez au lieu-dit Les Messiers.
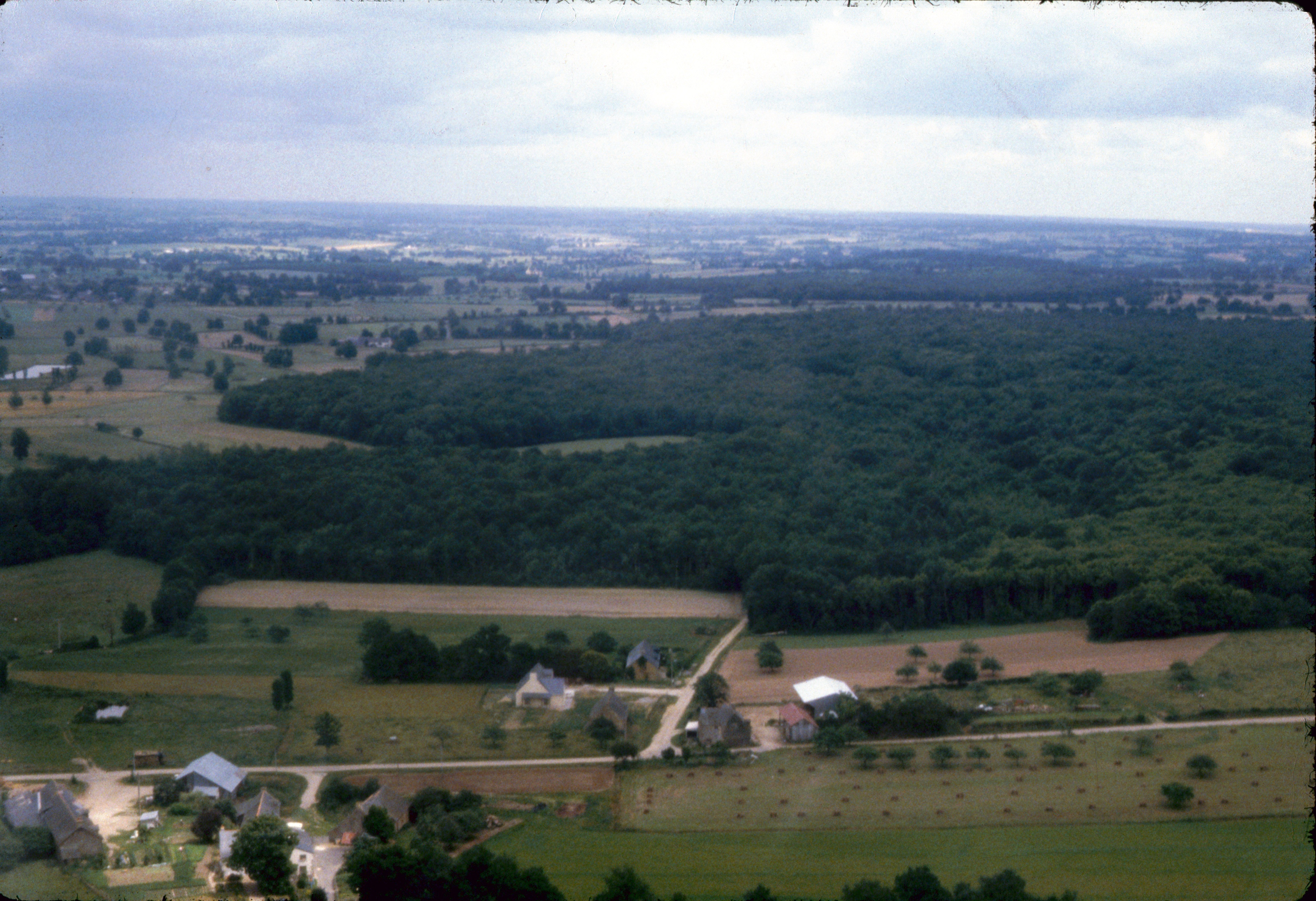
Le hameau de Pouez vu d'avion.
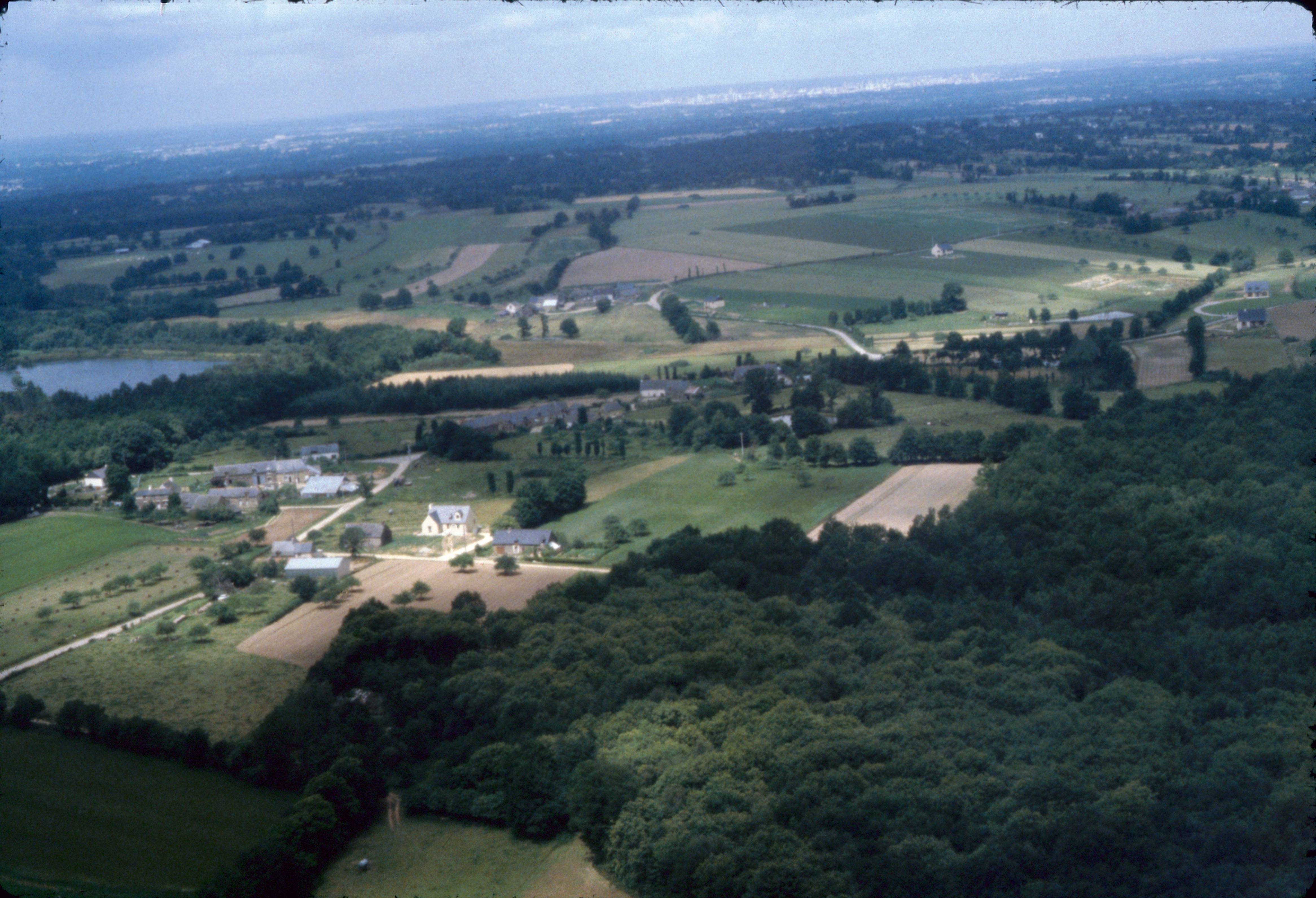
La forêt de Pouez avec en arrière-plan la ville de Rennes.
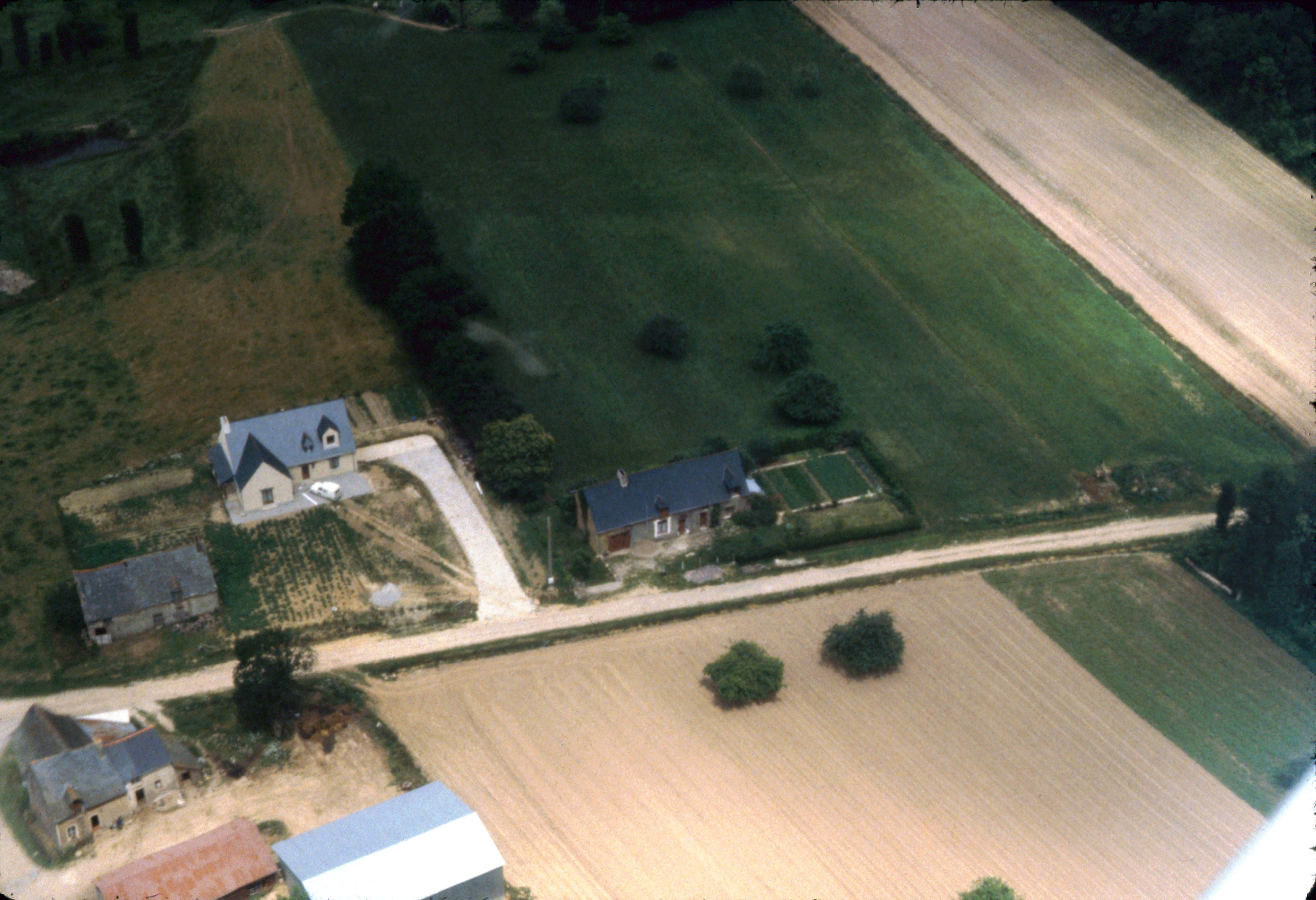
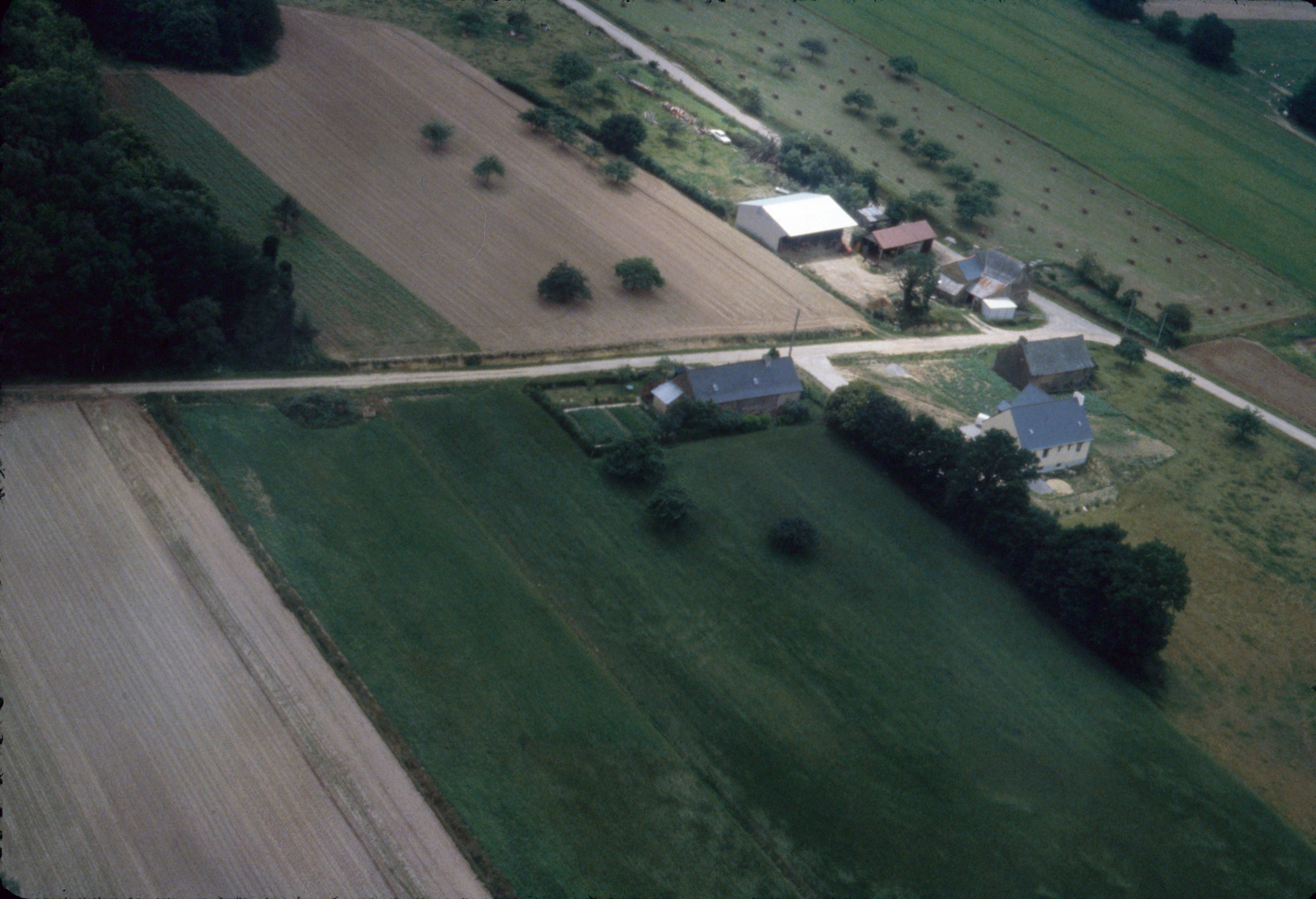
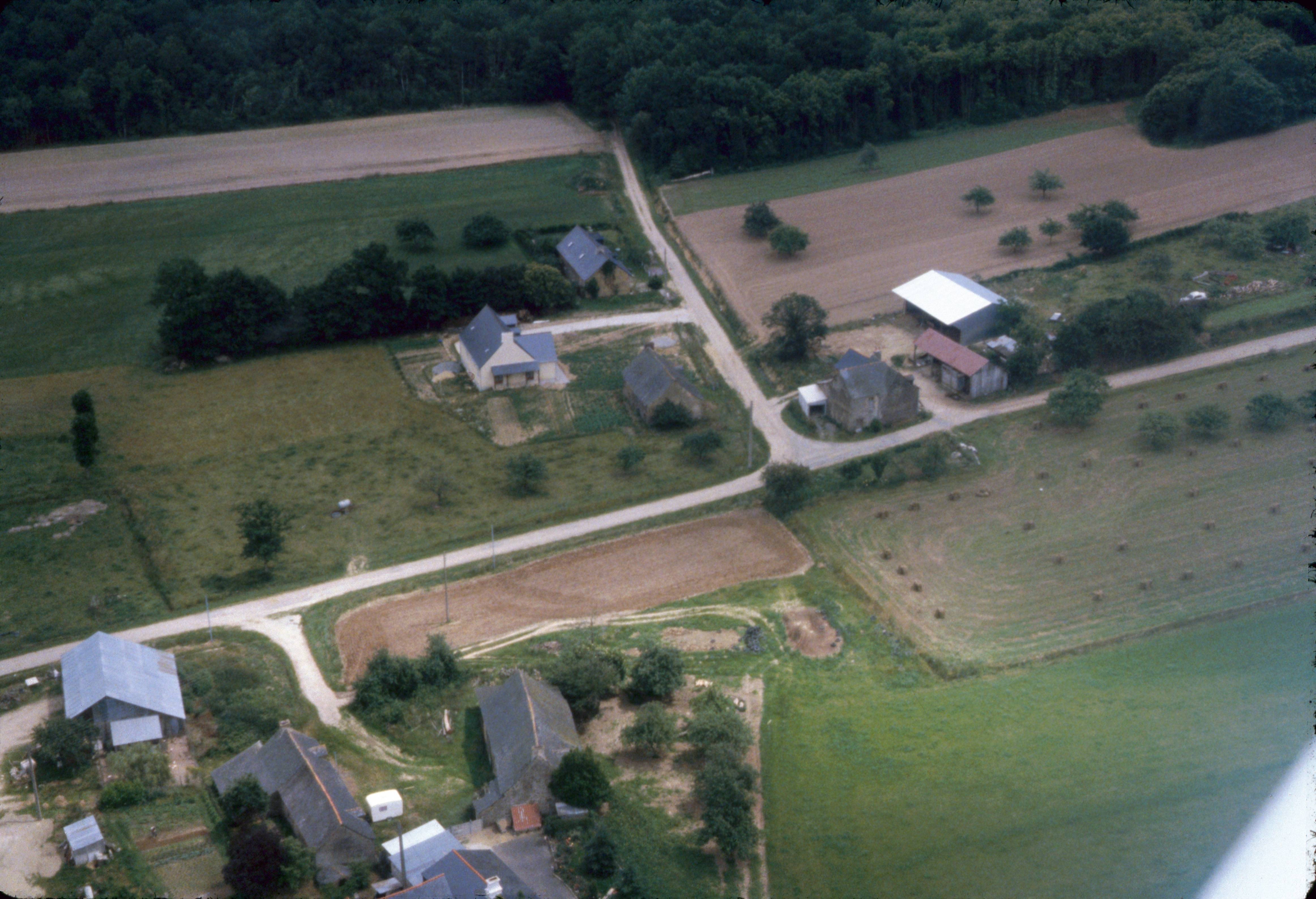
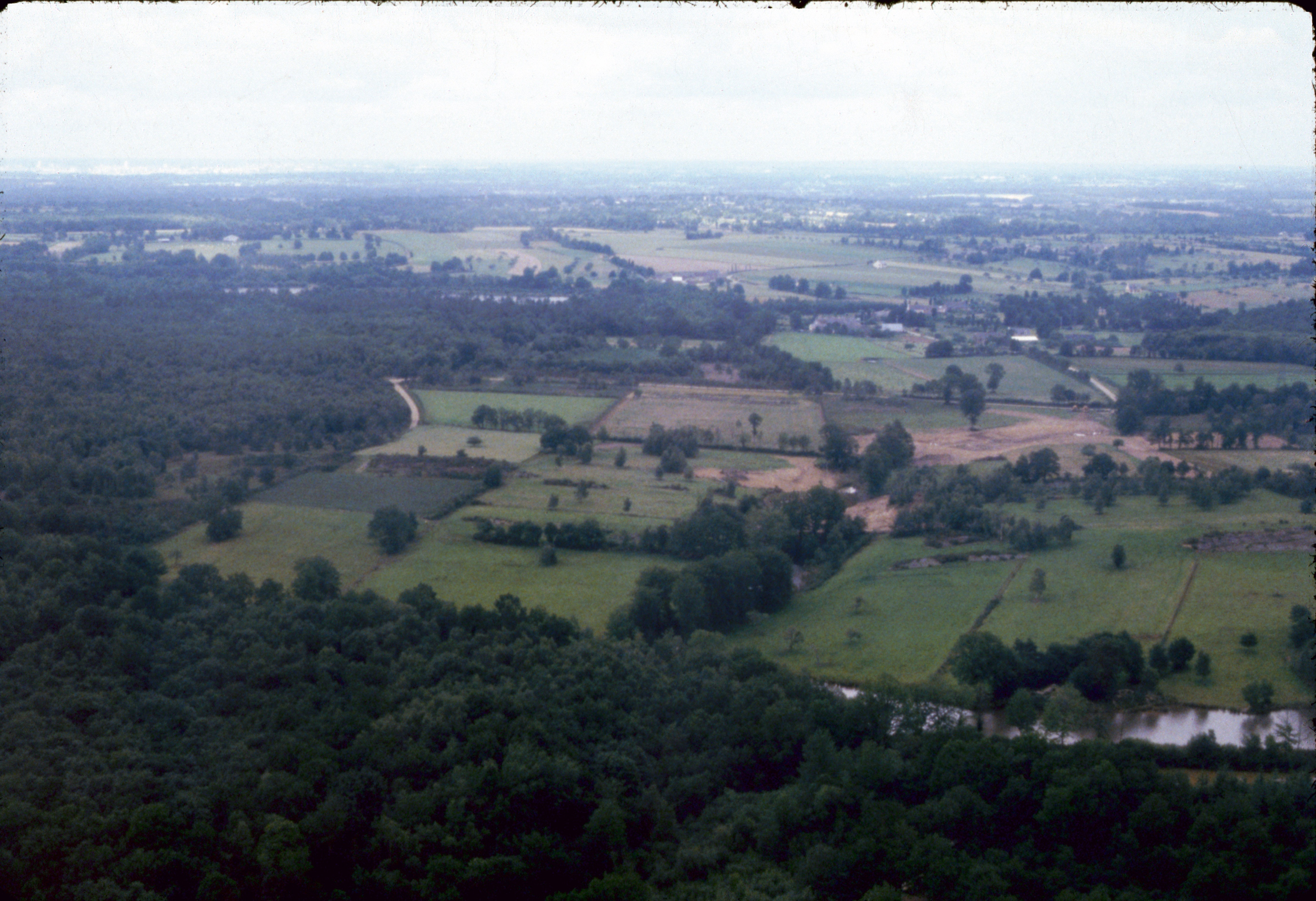

## À proximité
À l'orée de la forêt de Pouez, une fresque est dessinée sur le mur d'une maison au lieu-dit Les Beziers. 

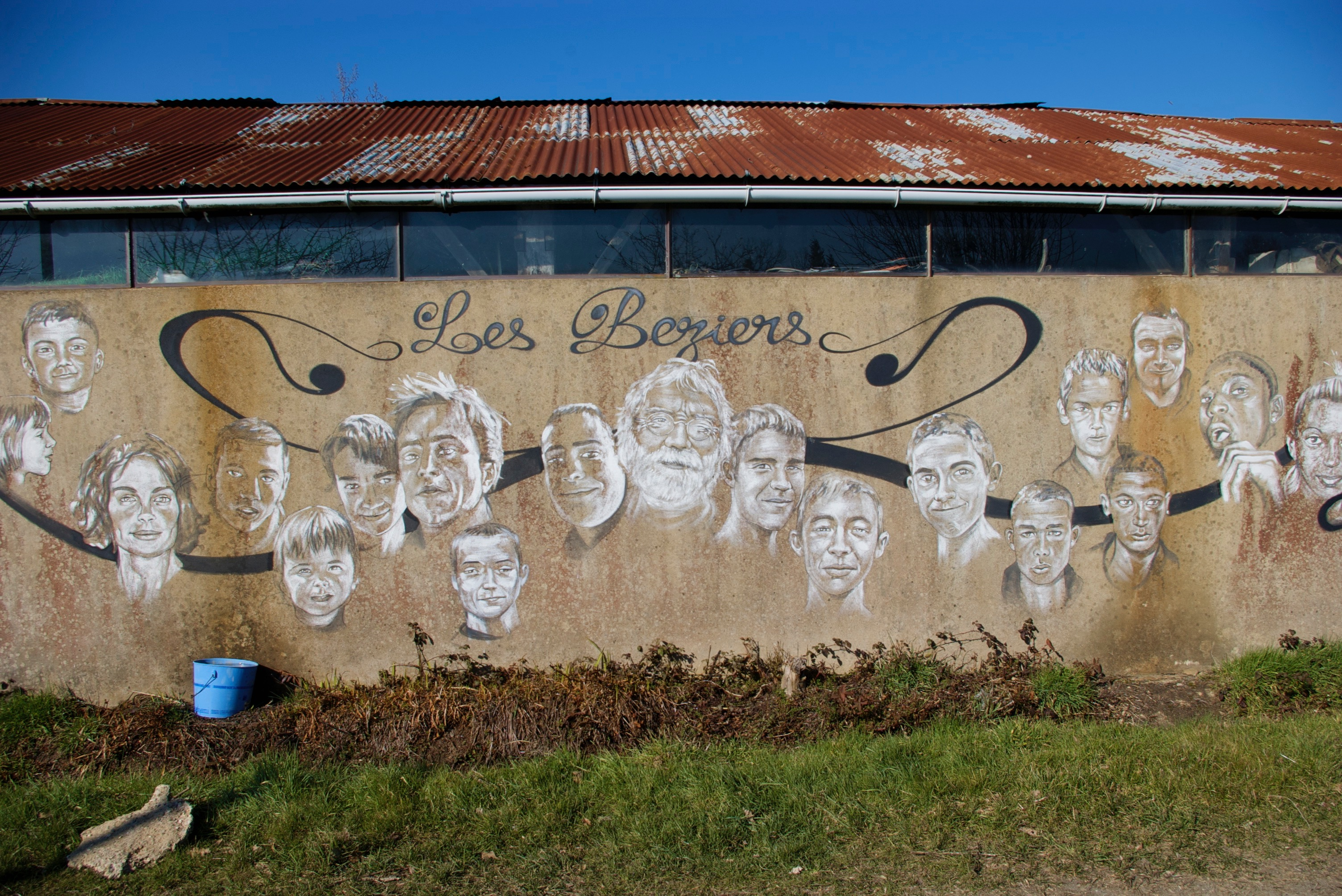
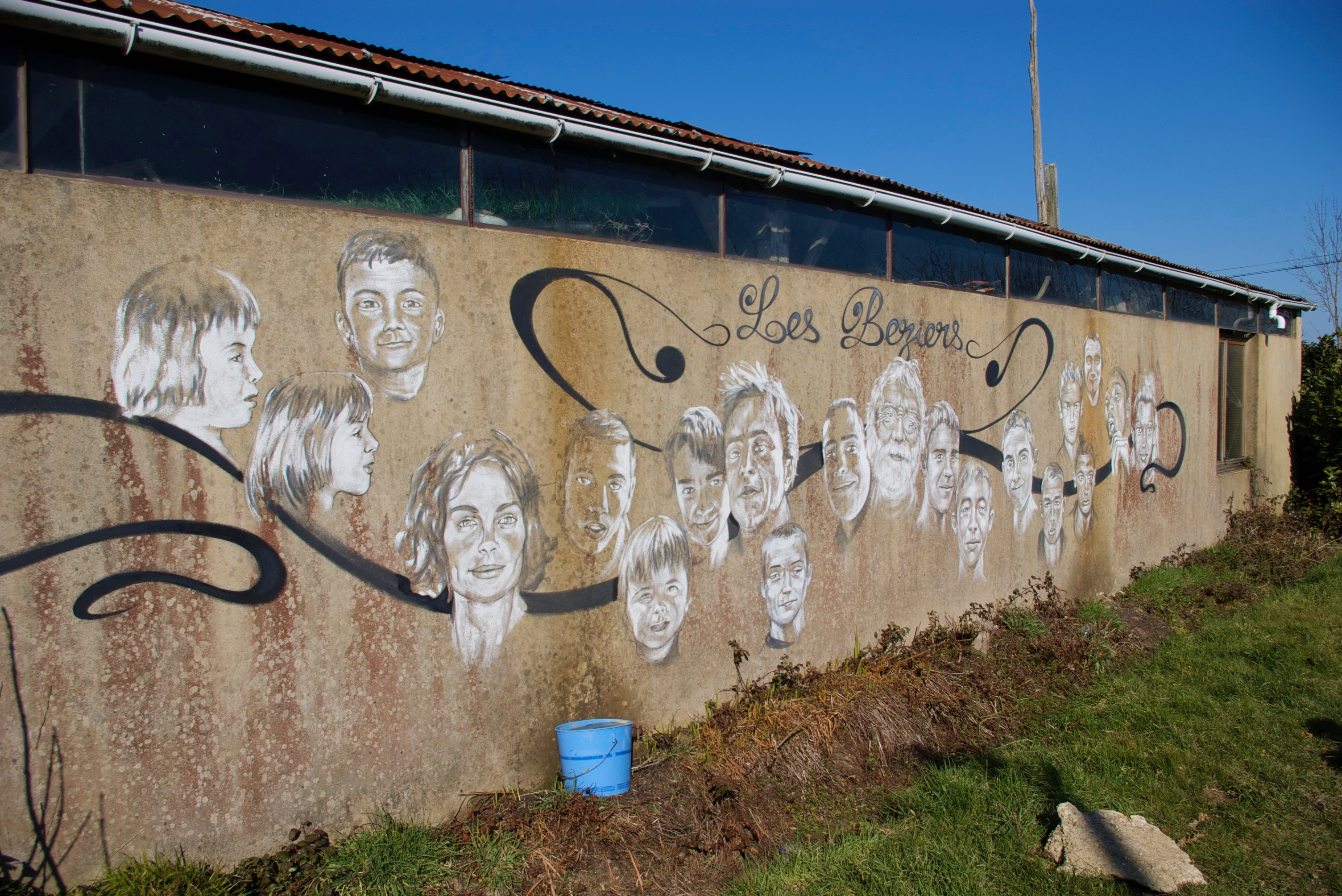